# Стінка (Чортківський район)

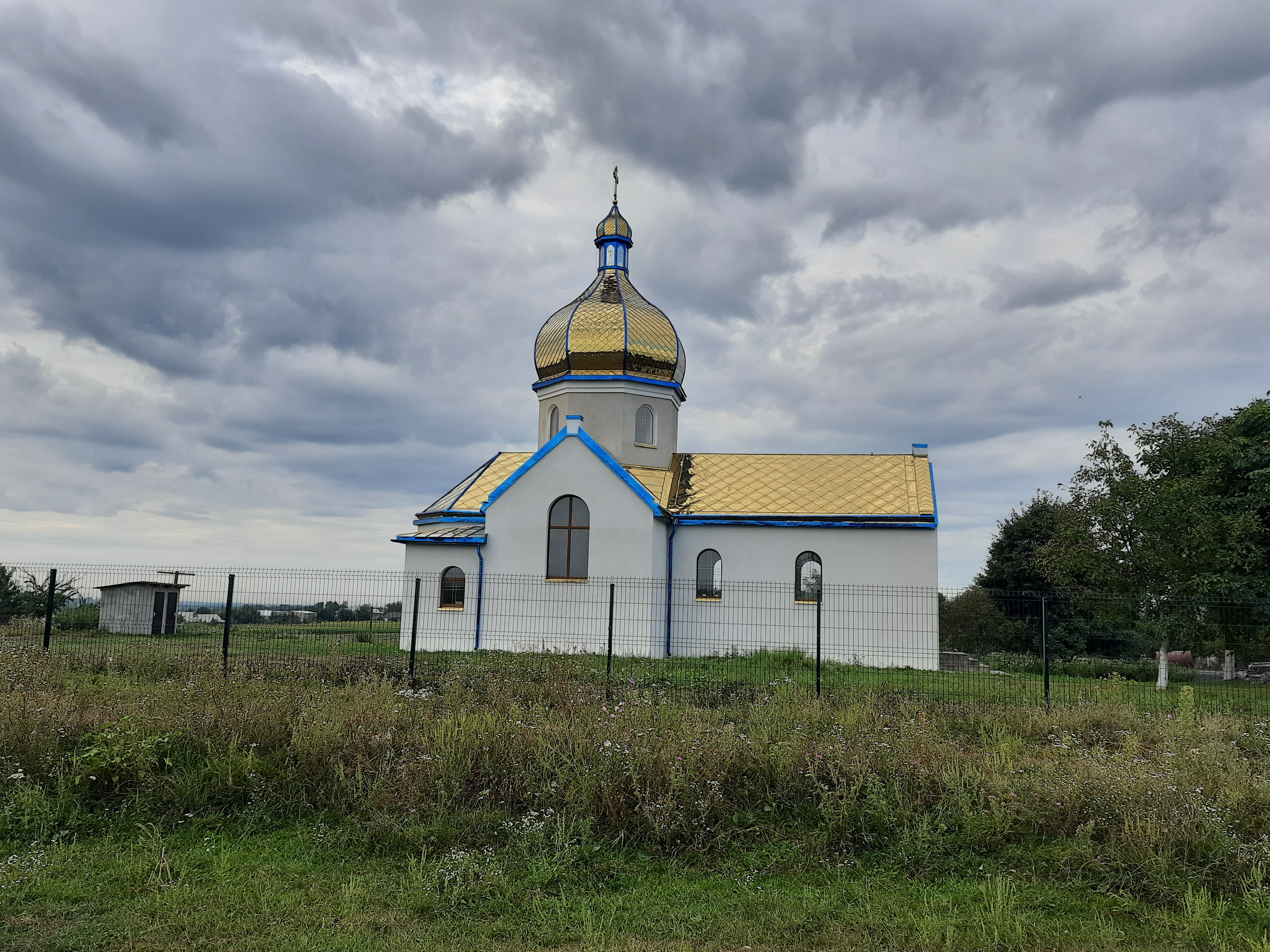
Каплиця Пресвятої Богородиці (УГКЦ)

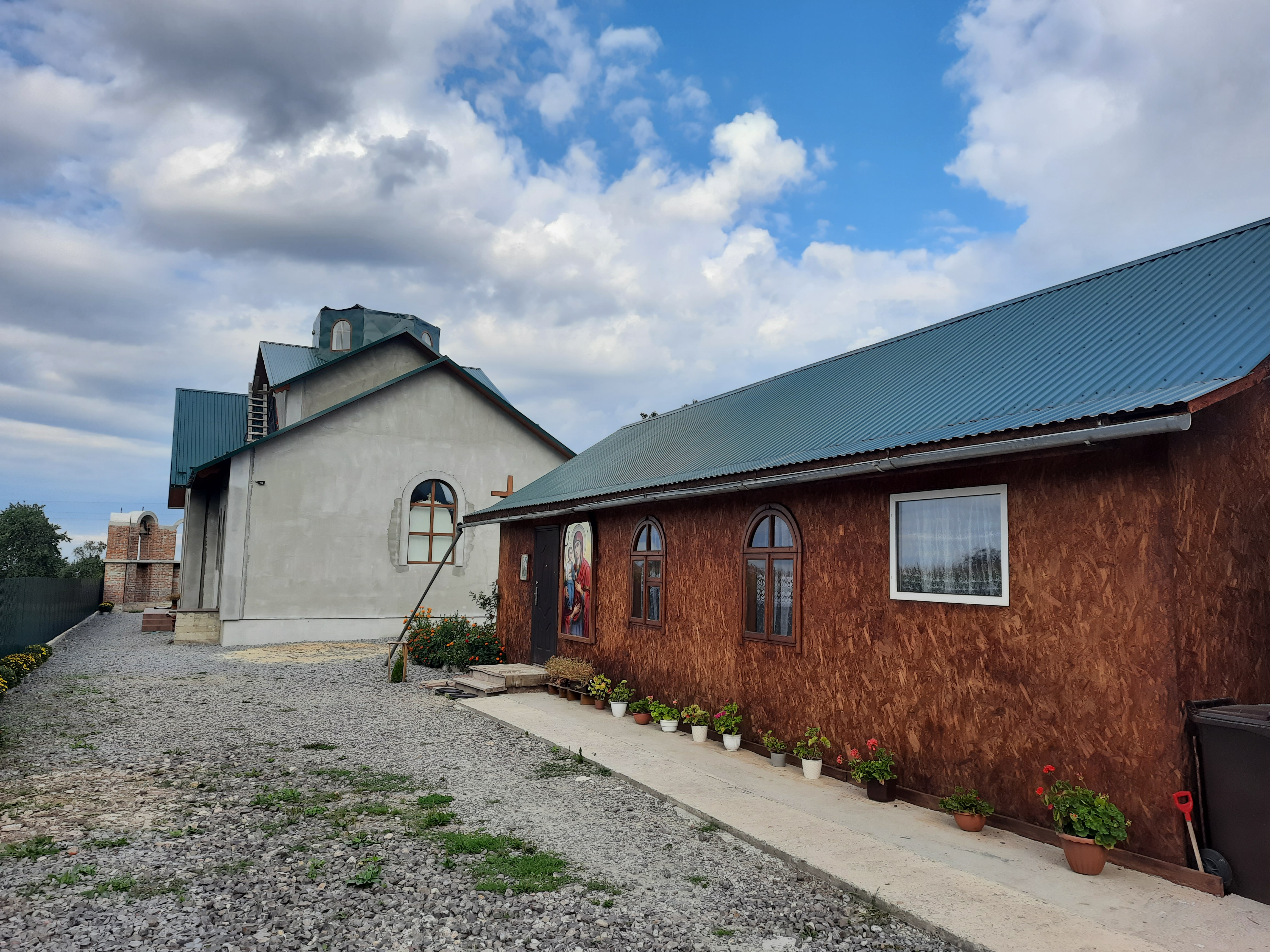
Церква УПЦ

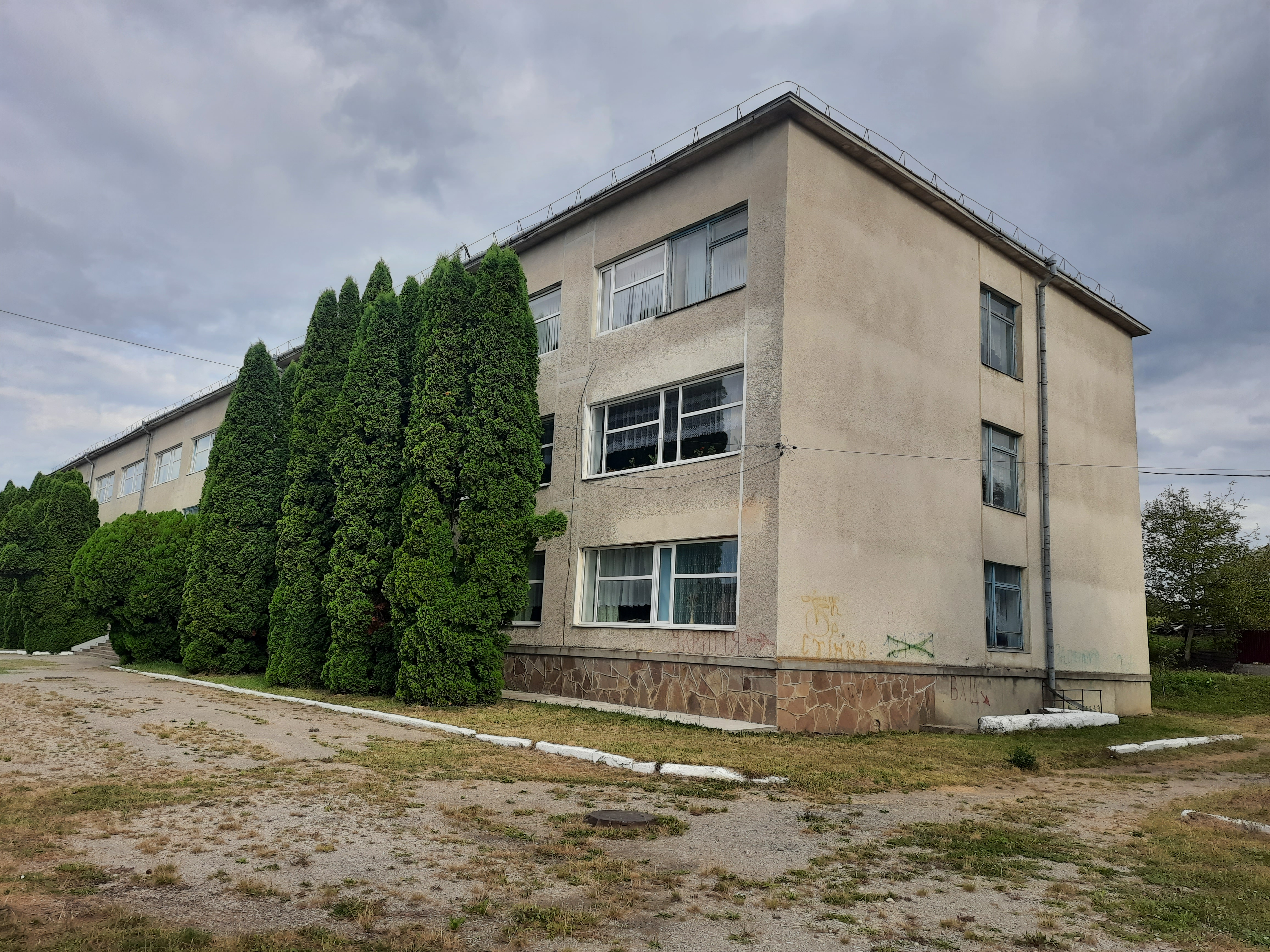
Школа

Сті́нка — село в Україні, у Золотопотіцькій селищній громаді Чортківського району Тернопільської області. Розташоване над річкою Дністер та Баришка на півдні району. До 2020 центр сільради, якій були підпорядковані село Млинки і хутір Медведівці. Населення — 2249 осіб (2007).
Поблизу села збереглися залишки поселення трипільської культури (3 тис. до Р. Х.) і Стінківського давньоруського городища (12 —13 ст.); на околиці села є унікальний ранньохристиянський печерний храм, а також знаходиться пам'ятка природи — Дуб «Вадівський».

## Історія
Перша писемна згадка — 1453 р.
У жовтні 1629 року після погрому, якого вони зазнали від реєстрових козаків та коронного війська поблизу містечка Доброводи, поблизу села на правий берег Дністра втікали нападники-татари під командуванням старшого сина Кантемира Мурзи.
У 1928 році відкрито Народний дім.
До 1939 року діяли «Просвіта», «Луг» та інші товариства, читальні «Просвіти» й москвофільського общества імені Качковського, Братство тверезості, аматорський гурток, дитячий хор, гурток «Сільського господаря», землеробський вишкіл молоді, секція господинь.
1949 року Олексій Ратич з помічниками проводили розкопки Стінківського городища. Було знайдено, зокрема, бронзові енколпіони.
У травні 2017 в ЗМІ появилася інформація про те, що планується ремонт 10,5 км відтинку місцевої автодороги Порохова — Космирин у 2017 році.
12 червня 2020 року, відповідно до Розпорядження Кабінету Міністрів України від № 724-р «Про визначення адміністративних центрів та затвердження територій територіальних громад Тернопільської області», увійшло до складу Золотопотіцької селищної громади.
19 липня 2020 року, в результаті адміністративно-територіальної реформи та ліквідації Бучацького району, село увійшло до складу Чортківського району.

## Політика

### Парламентські вибори, 2019
На позачергових парламентських виборах 2019 року у селі функціонувала окрема виборча дільниця № 610193, розташована у приміщенні будинку культури.
Результати
- зареєстровано 1600 виборців, явка 35,50%, найбільше голосів віддано за «Слугу народу» — 30,29%, за «Європейську Солідарність» — 29,03%, за «Голос» — 9,14%.[8] В одномандатному окрузі найбільше голосів отримав Микола Люшняк (самовисування) — 48,57%, за Ігоря Сопеля (Слуга народу) — 18,46%, за Аллу Стечишин (самовисування) — 6,99%[9].

## Соціальна сфера
У селі діє Стінківська загальноосвітня школа I—III ступенів, директор школи — Валентина Штепула.
Працює дошкільний навчальний заклад заклад "Калинка", завідувач - Федорів Людмила Іванівна.
Будинок культури, бібліотека, лікарська амбулаторія, млин, пилорама, відділення зв'язку, мережа торгових закладів.

## Релігія
- дві церкви Різдва Пресвятої Богородиці (1921, кам'яна, ПЦУ; 2000, кам'яна, УГКЦ),
- молитовний дім ХВЄ (2005),
- «фігура» Богородиці (2002).

### Громада бучацьких «амішів»
У селі є громада консервативних християн-протестантів, яких місцеві прозивають їх «кашкетниками», бо чоловіки змалку носять картузи. Жінки носять різнобарвні хустки, носки, колготи та спідниці, тому їх ображають назвою «фломастери». У області їх прозивають «амішами», ототожнюючи з заокеанськими амішами. Самі вони називають себе тими, хто «молиться Живому Богу», або «простаками». Космирин є центром бучацьких «амішів», бо саме з цього села походив Іван Деркач (1928—2008) — вчитель та пророк громади до своєї смерті. Також подібна громада є у селах Сновидів й Космирин.

## Пам'ятки
- Борцям за волю України (1992),
- погруддя Т. Шевченка (1996),
- воїнам-односельцям[d], полеглим у німецько-радянській війні (1978).
- Пам'ятник[d] Рівноапостольному князю Володимиру Великому
- Стінківське давньоруське городище
- Печерний храм
- Поселення Стінка III[d]

## Населення, відомі люди
Під час Другої світової війни багато жителів села еміґрувало за кордон.

### Народилися
- І. Бобин — громадський діяч.
- Марія Варениця — заслужений майстер народної творчості України[12]
- Ковбас Василь Іванович — голова Чернівецької облради (1992—1994).
- д-р Петро Мельник (нар. 1912) — д-р агрономії, бібліотекознавець, культурно-громадський діяч, автор спогадів, наукової праці.[13]
- Надія Степула — поетка, публіцист[14]
- Степан Червінський — фотомайстер[15]
- Геннадій Яворський — громадсько-політичний діяч
- Микола Сеник (1899–1945?) — український радянський діяч, селянин, заступник голови Золото-Потікського райвиконкому Тарнопольської області. Депутат Верховної Ради УРСР 1-го скликання (з 1940).

### Проживали, перебували
- о. Я. Гавацький, який зініціював реконструкцію церкви, побудову Народного дому, читальні, кооперативи і кредитівки
- М. Боєчко, І. Федорів, І. Франів, М. Шмігельський — нині діячі українських громадських організацій Канади.
- Ратич Олексій Онисимович — український історик, археолог.
- М. Шастків — провідник «Лугу», самодіяльний режисер і актор, диригент місцевого хору, скрипаль